# Västmanland tartomány
Västmanland Svédország egyik történelmi tartománya Közép-Svédországban. Szomszédai: Södermanland, Närke, Värmland, Dalarna és Uppland tartományok.

## Megye
A tartomány a két megye területén fekszik.

## Történelem

### Nagyobb települések
- Arboga (13. század)
- Fagersta (1944)
- Köping (1474)
- Lindesberg (1643)
- Nora (1643)
- Sala (1624)
- Västerås (990 körül)

(zárójelben az alapításuk ideje)

## Földrajz
- Legmagasabb hegycsúcs: Älvhöjden – 422 méter
- Legnagyobb tó: Mälaren
- Nemzeti parkok: Färnebofjärden

## Kultúra
Engelsberget az UNESCO a világörökség részének nyilvánította.

## Címer
A címert 1560-ban, I. Vasa Gusztáv temetésekor kapta. A tartomány hercegség is, ezért hercegi korona is látható a címeren.

## Külső hivatkozások
- Västmanland – Turista információk